# 库仑-萨尔顿盆地
库仑-萨尔顿盆地（Coulomb-Sarton Basin）是位于月球背面一座直径530公里，约形成于前酒海纪的撞击盆地，其名称分别取自盆地内东北的库仑环形山及中心偏南另一座稍小的萨尔顿环形山。该盆地在月表上并不显眼，大部分地形特征已磨损殆尽，现仅剩一小部分零碎的内、外侧环以及低浅的中央平原。
月球探勘者号上的多普勒雷达曾首次在该盆地中心探测到了质量密集区（质量瘤）或高重力区。
坐落在该盆地内的撞击坑有：韦伯陨石坑和克拉默斯环形山以及沿边缘分布的戴森环形山、埃利森陨石坑、斯特藩环形山、魏格纳环形山、伍德环形山、朗道环形山和古尔斯特兰德陨石坑，其中最大的一座是位于西北的直径330公里的伯克霍夫环形山。

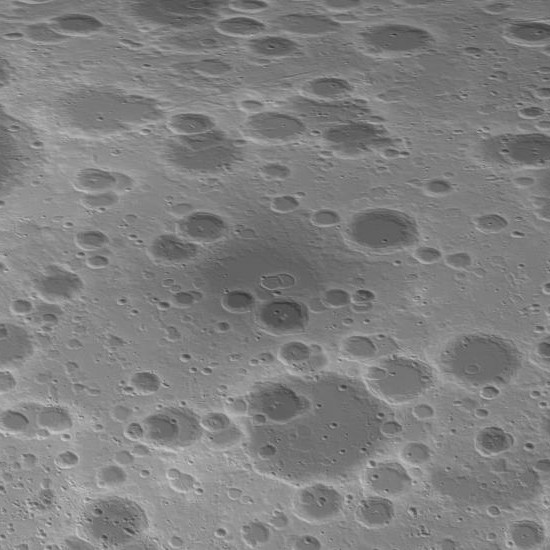
地形图
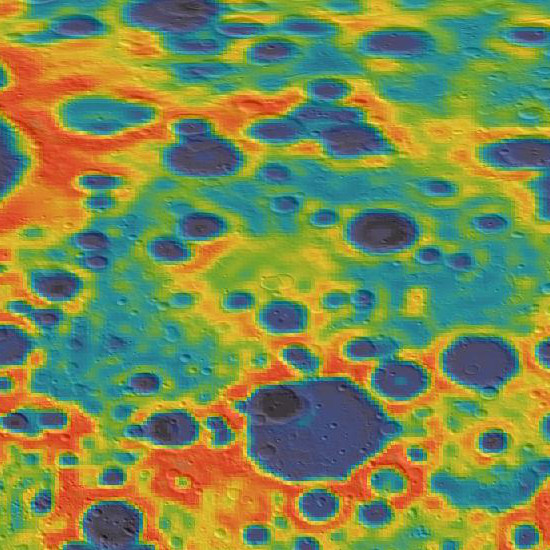
圣杯号测绘的策略分布图

## 参引资料
1. ↑  《月球地质史》，1987, Wilhelms, Don E.; with sections by McCauley, John F.; Trask, Newell J. USGS Professional Paper: 1348. （online （页面存档备份，存于））
2. ↑  .   [2017-03-06]. （原始内容存档于2014-08-07）.
3. ↑  A. S. Konopliv; A. B. Binder; L. L. Hood; A. B. Kucinskas; W. L. Sjogren; J. G. Williams. . Science. 1998, 281 (5382): 1476–1480. PMID 9727968. doi:10.1126/science.281.5382.1476.